# Comarca de Almazán
La Comarca de Almazán es una comarca de la provincia de Soria, España. Dentro de ella encontramos una subcomarca llamada Pinares Llanos Centrales, situada al norte y noroeste, y conocida por sus pinares de pino negral.

## Municipios
- Adradas
- Alentisque
- Almazán
- Alpanseque
- Baraona
- Barca
- Borjabad
- Coscurita
- Cubo de la Solana
- Escobosa de Almazán
- Frechilla de Almazán
- Los Rábanos
- Maján
- Matamala de Almazán
- Momblona
- Morón de Almazán
- Nepas
- Nolay
- Quintana Redonda
- Soliedra
- Tardelcuende
- Taroda
- Velamazán
- Velilla de los Ajos
- Viana de Duero
- Villasayas

## Geografía
Limita por el norte con las sierras de Inodejo, de San Marcos y del Picazo, que la separan de la comarca de Soria; por el sur con los altos de Baraona, que la separan de la Serranía de Guadalajara (provincia de Guadalajara); por el este aproximadamente con el río Duero y un sector de la sierra de las Cabezuelas, que la separan del Campo de Gómara y de Las Vicarías, esta última, y con las sierras del Muedo y de la Mata, que la separan de Tierra de Medinaceli; y por el oeste con la sierra de Ontalvilla, un sector del Duero y la sierra de Valdemocho, que la separan de la comarca de Berlanga.
Se encuentra situada en una zona bastante llana, en el centro y sur de la provincia. De sus pinares vuelve a extraerse resina recientemente, los cuales comparten paisaje con campos dedicados al cultivo de cereales.

### Comunicaciones
Existen las siguientes carreteras principales: la autovía  A-15 , la  N-111 , la  CL-116  y la  CL-101 . Además, hay algún pueblo de la comarca con estación de tren operativa de la línea Torralba-Soria.

### Vegetación y fauna
La vegetación a orillas del Duero es de ribera en gran parte. Cerca de ésta hay encinar, al igual que en los Altos de Baraona, ahí con quejigos. Al norte y noroeste, como ya se ha dicho, hay pinar de pino negral; el resto son campos de cereales básicamente.
La fauna está compuesta por especies como: el murciélago de cueva y el murciélago ratonero grande en algunas de las cuevas que hay en la zona de cortados fluviales, sitúada entre el norte de la comarca y el sur de la de Frentes; el lobo ibérico que puede verse esporádicamente en las parameras del sur; las aves esteparias, como la alondra ricotí, el aguilucho cenizo, la calandria y la avutarda (la última sólo en verano); el alimoche; la chova piquirroja; y la collalba negra.
Existen dos tramos del Duero incluidos en el LIC Riberas del Río Duero y afluentes en la comarca, así como parte del LIC y ZEPA Altos de Barahona, integrados en la Red Natura 2000.

### Micología
Se puede encontrar gran variedad de setas comestibles en la zona, tales como: en los pinares níscalo, Lactarius sanguifluus, boleto anillado, amanita de los césares, llanega perfumada, galamperna y negrilla; en el encinar trufa negra; en los eriales seta de cardo, champiñón silvestre, senderilla y seta de San Jorge; y en los bosques de ribera  seta de chopo, gírgola y senderilla.

## Patrimonio
La comarca posee estos Bienes de Interés Cultural: en Almazán, la iglesia de San Miguel, el palacio de los Altamira y el convento de la Merced; en Las Cuevas de Soria (Quintana Redonda), las ruinas romanas; en Los Llamosos (mismo municipio), la iglesia de Nuestra Señora de la Asunción; en Villasayas, la dedicada a la misma advocación; en Morón de Almazán, idem, el rollo de justicia y la torre; en Barca,  el rollo de justicia; en Moñux (Viana de Duero), el de Moñux y la torre; en Soliedra, el castillo; en Borjabad, la torre; en Cubo de la Solana, la de Cubo de la Solana; y en Almarail (mismo municipio), la atalaya de Torrejalba.